# Équipe des Émirats arabes unis de beach soccer
L'équipe des Émirats arabes unis de beach soccer est une sélection qui réunit les meilleurs joueurs émiratis dans cette discipline.
Depuis 2007, l'entraîneur brésilien Marcelo Mendes est responsable de l'équipe nationale. Cet apport et cette stabilité ont permis à la sélection de progresser sur le plan tactique et d'ajouter une touche d'efficacité et de spectacle à son jeu.

## Histoire
Au moment d'aborder la Coupe du monde 2013, les Émirats arabes unis possèdent déjà un palmarès en beach soccer avec deux titres de champions d'Asie en 2007 et 2008, et trois participations à la Coupe du monde. À Rio de Janeiro 2007, les champions d'Asie terminent quatrièmes de leur groupe, puis 3e l'année suivante. En 2009, ils organisent l'épreuve et sont de nouveau éliminés dès la phase de poules, mais après avoir donné des sueurs froides au Portugal (5-7), et obtenu une large victoire sur les Îles Salomon (7-1).
Après quatre ans d'absence au niveau mondial, les Émirats arabes unis souffrent pour accéder à Tahiti 2013. Dans les qualifications asiatiques, ils terminent premiers de leur groupe, avant d'être dominés 3-2 par l'Iran en demi-finale. À Doha, dans un match pour la 3e place décisif pour l'attribution du dernier billet qualificatif, les Émirats arabes unis battent l'Australie (3-2) au terme d'une rencontre époustouflante.
Avant 2013, le pays a organisé quatre Championnat d'Asie, ainsi que la Coupe du monde 2009. En outre, un championnat national voit le jour en 2012.

## Palmarès
- Coupe du monde
  - Premier tour en 2007, 2008, 2009, 2017, 2019  et 2021

- Coupe intercontinentale
  - 3e en 2012 et 2013

- Championnat d'Asie (2)
  - Vainqueur en 2007 et 2008
  - Finaliste en 2017 et 2019

## Personnalités

### Anciens joueurs
- Bakhit Saad
- Sulaiman Albalooshi

## Encadrement technique
- Sélectionneur :  Marcelo Mendes
- Assistant technique :  Gilberto Costa
- Chef de la délégation :  Baber Hareb

### Effectif 2013
Effectif retenu pour la Coupe du monde 2013 :
| N° | Nom                    | Poste      |
| -- | ---------------------- | ---------- |
| 1  | Mohamed Al-Jasmi       | Gardien    |
| 2  | Haithan Al-Kaabi       | Défenseur  |
| 3  | Qambar Mohammad Sadeqi | Défenseur  |
| 4  | Ali Daryaei            | Ailier     |
| 5  | Abdulhusain Kadhem     | Pivot      |
| 6  | Kamal Al-Balooshi      | Défenseur  |
| 7  | Hasan Al-Hammadi       | Pivot      |
| 8  | Rami Al-Mesaabi        | Ailier     |
| 9  | Karim Al-Balooshi      | Ailier     |
| 10 | Walid Mohammadi        | Pivot      |
| 11 | Adel Ranjbar           | Ailier     |
| 12 | Abbas Hussain          | Gardien    |
|    | Marcelo Mendes         | Entraineur |